# Garadna-patak (Szinva)

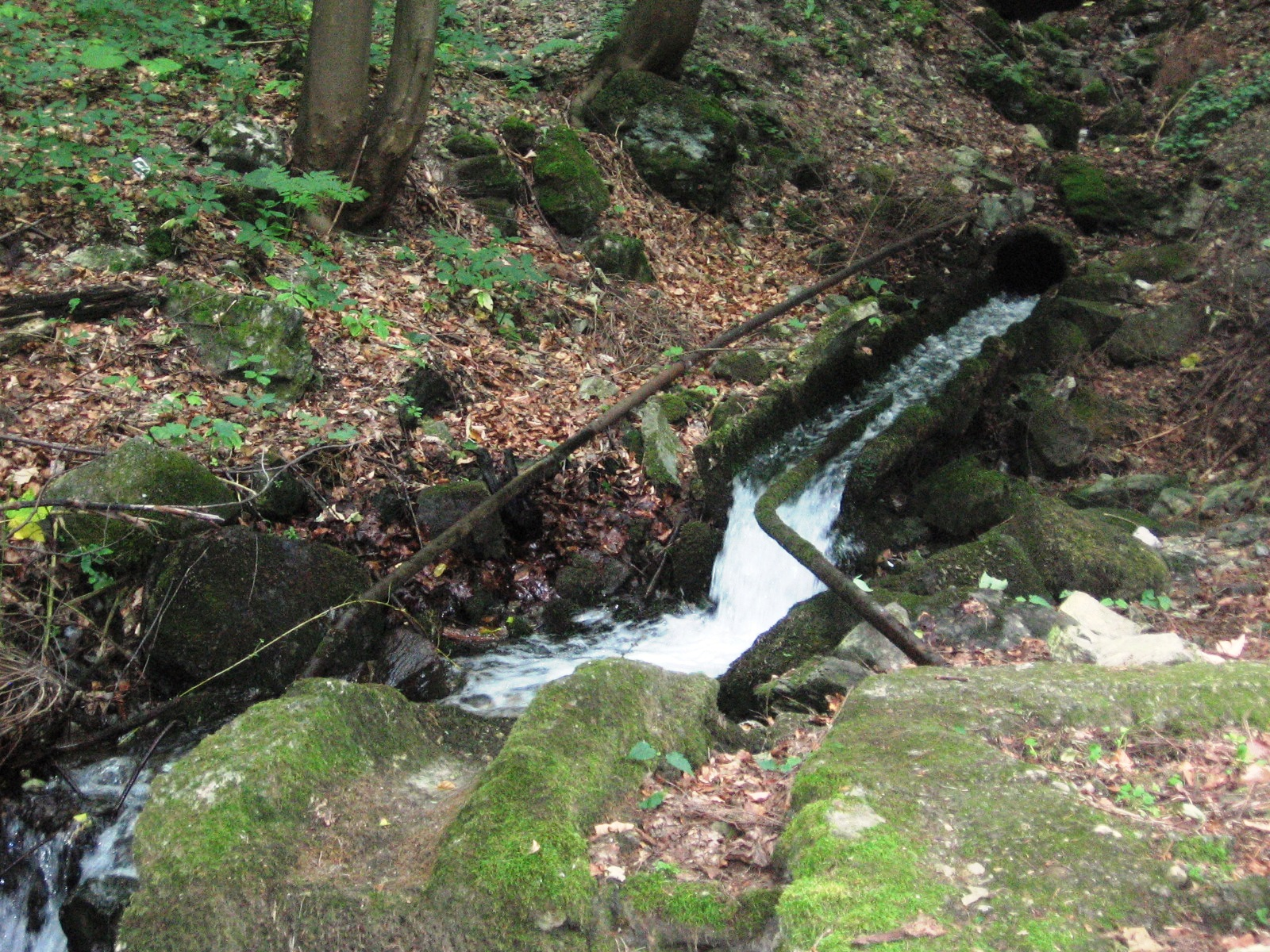
A Garadna-forrás. Itt a fém vezetékeken keresztül áramlik ki a víz egy része, ami Miskolc ivóvízellátásához kell

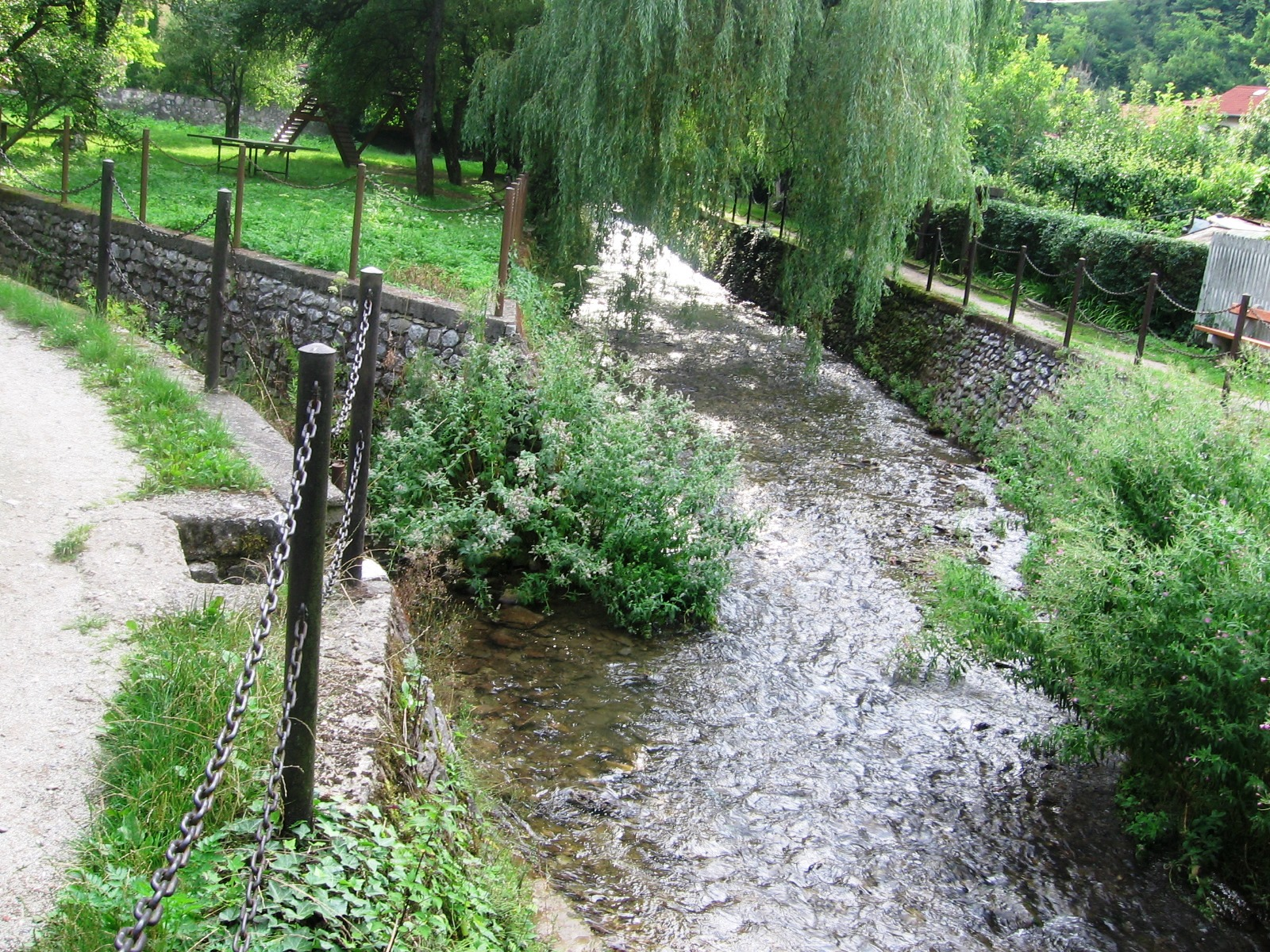
Torkolata Felsőhámorban, Lillafüred mellett

A Garadna-patak a Bükk keleti előterében ered, Miskolctól északnyugatra, Borsod-Abaúj-Zemplén vármegyében, Csipkéskúton, mintegy 800 méteres tengerszint feletti magasságban.
A patakot a Garadna-forrás, a Margit-forrás, a Vekerle-forrás, az Eszperantó-forrás, valamint a Felső-Sebes-víz, az Alsó-Sebes-víz, a Lencsés-patak, illetve a Három-kúti-völgy és a Savós-völgy felszíni vízfolyásai táplálják.

## A patak által érintett helyek
- Ómassa
- Közép-Garadna
- Újmassa Őskohó
- Pisztrángtelep
- Hámori-tó (mesterségesen megnagyobbított tó, Miskolc vízellátására hozták létre)
- Felsőhámor

A Garadna-patak a Szinva-patakba torkollik, amely átmegy Miskolcon.

## Kiszáradás, árvíz
Hegyi patakként a vízjárása nagyon ingadozó, ennek a mérséklésére hozták létre a Hámori-tavat. A meleg nyári napokban gyakran nincs ugyan víz a patakmederben, de a forrás ilyenkor sem apad el, csak a Miskolci Vízmű az összes vizet a miskolci ivóvízhálózatba táplálja.
A patak 2006-os és 2010-es kiöntésekor komoly károkat okozott a LÁEV kisvasútnak, a pisztrángtelepnek és Miskolcnak is.

## A pisztrángtelep működtetője
Főleg ez a patak működteti a Pisztrángtelepet is, mivel a halaknak fontos a gyors folyású, oxigénben dús víz. Ezt a szerepet jól el tudja látni a Garadna-patak.

## Garadna-forrás
A forrásban jelenik meg a Diabáz-barlangon és a Bolhási–Jávorkúti-barlangrendszeren keresztülhaladó barlangi patak vize.